# 過疎地域の持続的発展の支援に関する特別措置法
過疎地域の持続的発展の支援に関する特別措置法（かそちいきのじぞくてきはってんのしえんにかんするとくべつそちほう、令和3年3月31日法律第19号）は、過疎地域に関する法律である。通称は「過疎地域持続的発展支援特措法」、「過疎地域発展支援特別措置法」および「過疎法」。
2021年3月31日に公布された。この法律は、人口の著しい減少等に伴って地域社会における活力が低下し、生産機能および生活環境の整備等が他の地域に比較して低位にある地域について、総合的かつ計画的な対策を実施するために必要な特別措置を講ずることにより、これらの地域の持続的発展を支援し、もって人材の確保および育成、雇用機会の拡充、住民福祉の向上、地域格差の是正ならびに美しく風格ある国土の形成に寄与することを目的とする。

## 概要
過疎地域は、食料、水およびエネルギーの安定的な供給、自然災害の発生の防止、生物の多様性の確保その他の自然環境の保全、多様な文化の継承、良好な景観の形成等の多面にわたる機能を有し、これらが発揮されることにより、国民の生活に豊かさと潤いを与え、国土の多様性を支えている。
また、東京圏への人口の過度の集中により大規模な災害、感染症等による被害に関する危険の増大等の問題が深刻化している中、国土の均衡ある発展を図るため、過疎地域の担うべき役割は、一層重要なものとなっている。
しかるに、過疎地域においては、人口の減少、少子高齢化の進展等他の地域と比較して厳しい社会経済情勢が長期にわたり継続しており、地域社会を担う人材の確保、地域経済の活性化、情報化、交通の機能の確保および向上、医療提供体制の確保、教育環境の整備、集落の維持および活性化、農地、森林等の適正な管理等が喫緊の課題となっている。
このような状況に鑑み、近年における過疎地域への移住者の増加、革新的な技術の創出、情報通信技術を利用した働き方への取組といった過疎地域の課題の解決に資する動きを加速させ、これらの地域の自立に向けて、過疎地域における持続可能な地域社会の形成および地域資源等を活用した地域活力の更なる向上が実現するよう、全力を挙げて取り組むことが極めて重要である。
過疎地域の持続的発展に関する施策を総合的かつ計画的に推進するため、この法律が制定された。